# Agent Orange (album)
Pour les articles homonymes, voir Agent orange (homonymie).
Albums de Sodom
Persecution Mania
(1987) Better off Dead
(1990)
Agent Orange est le troisième album studio du groupe de thrash metal allemand Sodom. L'album est sorti en 1989 sous le label Steamhammer Records. La pochette a été dessinée par Andreas Marschall.
C'est le dernier album du groupe enregistré avec le guitariste Frank Blackfire.
En 2010, l'album a été ré-édité en version digipack avec des chansons bonus.

## Thème et Titres de l'album
Les paroles de l'album ont pour principal thème la guerre, plus particulièrement la guerre au Vietnam. Le titre de l'album est d'ailleurs une référence à l'Agent Orange, un produit toxique que les troupes américaines ont largué en grandes quantités sur les forêts vietnamiennes.
Le titre Don't Walk Away est une reprise du groupe de heavy metal anglais Tank.
Le titre Remember the Fallen va être repris par le groupe de Black metal suédois Dark Funeral dans leur album de reprises Teach Children to Worship Satan, montrant la grande influence du groupe sur les divers sous genres de metal.

## Ventes de l'album
Il s'agit non seulement du premier album de Sodom, mais aussi du premier album de thrash metal à entrer aux German album charts. Il s'agit également de l'album du groupe le plus vendu à ce jour.

## Liste des morceaux
Toutes les chansons sont écrites et composées par Sodom.
| No | Titre                             | Durée |
| -- | --------------------------------- | ----- |
| 1. | Agent Orange                      | 6:04  |
| 2. | Tired and Red                     | 5:25  |
| 3. | Incest                            | 4:38  |
| 4. | Remember the Fallen               | 4:20  |
| 5. | Magic Dragon                      | 5:59  |
| 6. | Exhibition Bout                   | 3:35  |
| 7. | Ausgebombt                        | 3:04  |
| 8. | Baptism of Fire                   | 4:03  |
| 9. | Don't Walk Away (reprise de Tank) | 2:56  |

| 1. | Incest (Live)                  | 4:18 |
| 2. | Agent Orange (Live)            | 5:26 |
| 3. | Tired and Red (Live)           | 5:01 |
| 4. | Remember the Fallen (Live)     | 4:05 |
| 5. | Ausgebombt (Live)              | 3:47 |
| 6. | Ausgebombt (Version allemande) | 3:06 |

## Composition du groupe
- Tom Angelripper - Chant/Basse
- Frank Blackfire - Guitare
- Chris Witchhunter - Batterie